# 第聶伯區

第聶伯區在基辅市的位置

第聶伯區（羅馬化：Dniprovskyi raion）是烏克蘭首都基輔的一個區，位於該市東部，處於第聶伯河左岸，面積69平方公里，2001年人口328,725，人口密度每平方公里4,764.13人。

## 友好城市
- 法國 卢万河畔沙莱特